# Medicina aeroespacial

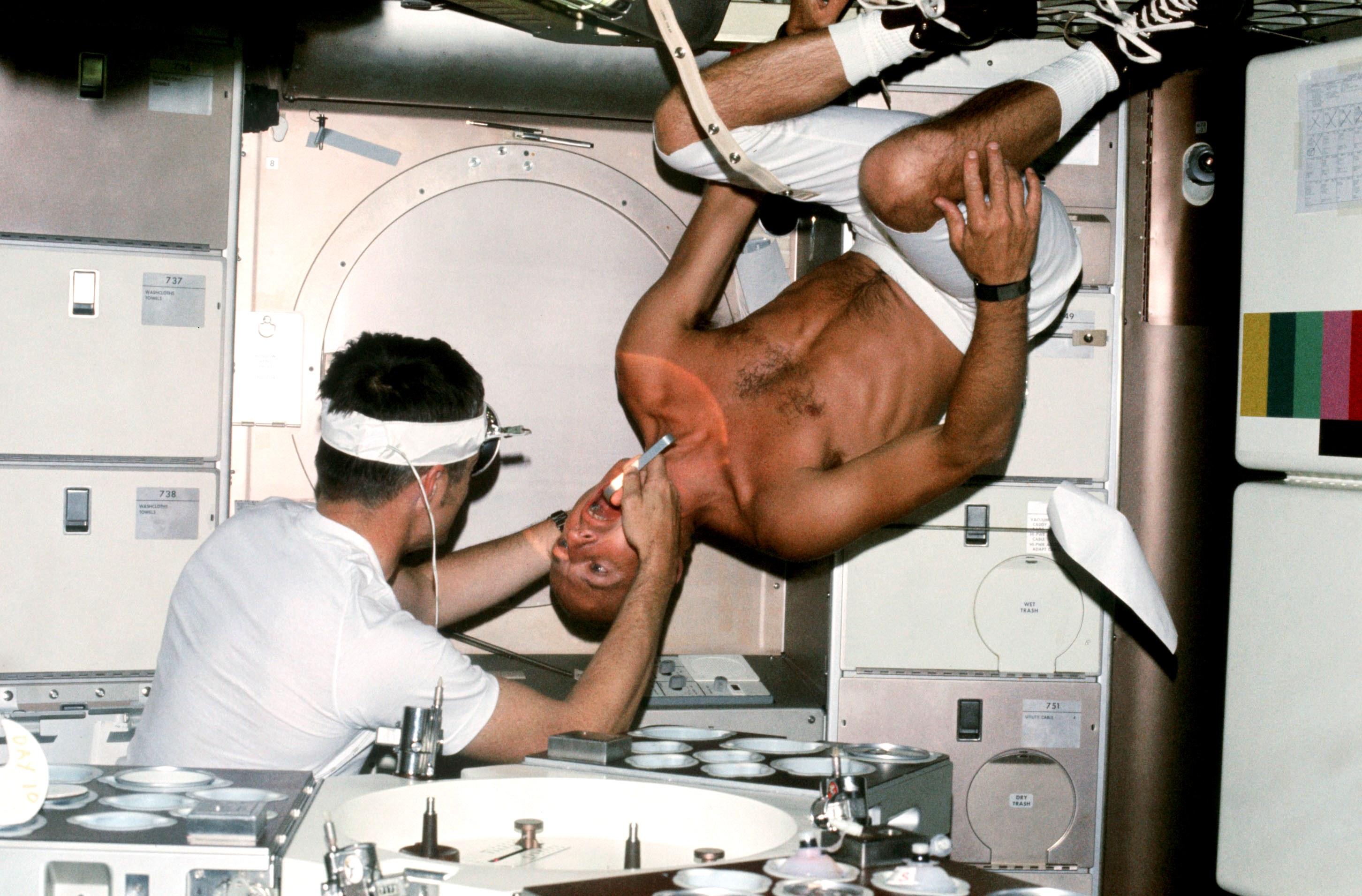
El astronauta de la NASA Charles "Pete" Conrad, comandante de la misión Skylab 2, se somete a un examen dental por el oficial médico Joseph Kerwin en el Centro Médico de Skylab.

La medicina aeroespacial, también llamada medicina de vuelo, es una medicina preventiva u ocupacional en la que los pacientes son pilotos, tripulaciones aéreas o astronautas. Esta especialidad se esfuerza por tratar o prevenir afecciones a las que las tripulaciones aéreas son particularmente susceptibles, aplicando el conocimiento médico a los factores humanos en la aviación y, por lo tanto, es un componente crítico de la seguridad de la aviación. 
Un médico militar en medicina aeronáutica puede llamarse cirujano de vuelo y un médico civil es un médico forense de aviación. Una de las mayores diferencias entre los médicos de vuelo militares y civiles es el requisito del cirujano de vuelo militar de registrar las horas de vuelo.

## Descripción general
En términos generales, esta subdisciplina se esfuerza por descubrir y prevenir diversas respuestas fisiológicas adversas a tensiones biológicas y físicas hostiles que se encuentran en el entorno aeroespacial. Los problemas van desde las medidas de soporte vital para los astronautas hasta el reconocimiento de un bloqueo para los oídos en un bebé que viaja en un avión con una altitud de presión elevada en la cabina. La certificación aeromédica de pilotos, tripulantes y pacientes también forma parte de la Medicina Aeronáutica. Una subdivisión final es la Especialidad de Transporte AeroMédico. Estos especialistas militares y civiles se preocupan por proteger a las tripulaciones aéreas y a los pacientes que son transportados por aviones AirEvac (helicópteros o aviones de ala fija).
La física atmosférica afecta potencialmente a todos los viajeros aéreos independientemente de la aeronave. A medida que los humanos ascienden a través de los primeros 9100-12 300 m (30 000-40 000 pies), la temperatura disminuye linealmente a una velocidad promedio de 2 °C (3.6 °F) por 305 m (1000 pies). Si la temperatura al nivel del mar es de 16 °C (60 °F), la temperatura del aire exteriores aproximadamente -57 °C (-70 °F) a 10 700 m (35 000 pies). La presión y la humedad también disminuyen y la tripulación está expuesta a fuerzas de radiación, vibración y aceleración (estas últimas también se conocen como fuerzas g). Los sistemas de soporte vital de las aeronaves, como el oxígeno, el calor y la presurización, son la primera línea de defensa contra la mayor parte del entorno aeroespacial hostil. Las aeronaves de mayor rendimiento proporcionan equipo de soporte vital más sofisticado, como "trajes G" para ayudar al cuerpo a resistir los efectos adversos de la aceleración, junto con aparatos de respiración a presión, asientos eyectables u otros equipos de escape.
Cada factor que contribuye a un vuelo seguro tiene una tasa de fallas. La tripulación de un avión no es diferente. La medicina de aviación tiene como objetivo mantener esta tasa en los humanos involucrados igual o por debajo de un nivel de riesgo especificado. Este estándar de riesgo también se aplica al fuselaje, aviónica y sistemas asociados con vuelos.
Los exámenes AeroMedical tienen como objetivo la detección de un aumento en el riesgo de incapacidad repentina, como una tendencia al infarto de miocardio (ataques cardíacos), epilepsia o la presencia de afecciones metabólicas, diabetes, etc., que pueden conducir a una condición peligrosa en la altitud. El objetivo del examen médico aeronáutico es proteger la vida y la salud de los pilotos y los pasajeros al ofrecer garantías médicas razonables de que una persona está en condiciones de volar. Otras condiciones protegidas, como el daltonismo, pueden impedir que una persona vuele debido a la incapacidad de realizar una función necesaria. En este caso, para diferenciar el verde del rojo. Estos exámenes médicos especializados consisten en exámenes físicos realizados por un médico forense de aviación o un cirujano de vuelo militar, médicos capacitados para evaluar a la tripulación potencial en busca de condiciones médicas identificables que podrían ocasionar problemas mientras realiza tareas en el aire. Además, esta población única de tripulaciones es un grupo de alto riesgo para varias enfermedades y condiciones dañinas debido a turnos de trabajo irregulares con sueño irregular y comidas irregulares (generalmente bebidas carbonatadas y refrigerios de alta energía) y relacionados con el trabajo estrés.

## Cuadro clínico
Algunas de las alteraciones y efectos más comunes del vuelo son las siguientes:
- Hipoxia
- Barotrauma
- Visión Negra
- Visión Roja
- Miedo a volar
- Cinetosis
- Síndrome de adaptación espacial
- Síndrome de la clase turista
- Jet lag
- Centro de Instrucción de Medicina Aeroespacial